# Hanky Panky (cocktail)
Pour les articles homonymes, voir Hanky Panky.
Hanky Panky  est un cocktail à base de gin et de vermouth. Depuis 2020, il fait partie de la liste des cocktails officiellement reconnus par l'IBA.

## Histoire
Ce cocktail a été inventé en 1903 par Ada Coleman, la première barmaid de l'histoire et l'une des plus célèbres du XXe siècle. Ada Coleman a travaillé de 1903 à 1926 à l'historique hôtel Savoy de Londres, le premier hôtel de luxe ouvert en Angleterre,, et a été la seule femme à obtenir le titre de chef barman dans l'histoire de l'hôtel.
Comme le rapporte le magazine The People en 1925, Ada Coleman a inventé cette boisson pour Charles Hawtrey, célèbre acteur de l'époque et habitué de l'hôtel, qui lui avait demandé une boisson énergisante à la fin d'une soirée de travail.

## Préparation
Le cocktail est préparé en versant les ingrédients dans un verre à mélange avec quelques glaçons. Après avoir remué doucement, passer à travers une passoire dans un verre à cocktail préalablement refroidi. Décorer avec une écorce d'orange.